# Бон-Жардин-ди-Минас
Бон-Жардин-ди-Минас (порт. Bom Jardim de Minas) — муниципалитет в Бразилии, входит в штат Минас-Жерайс. Составная часть мезорегиона Юг и юго-запад штата Минас-Жерайс. Входит в экономико-статистический микрорегион Андреландия. Население составляет 6959 человека на 2020 год. Занимает площадь 395 км². Плотность населения — 17,6 чел./км².

## История
Город основан 17 декабря 1938 года.

## Статистика
- Валовой внутренний продукт на 2003 год составляет 22 098 881,00 реалов (данные: Бразильский институт географии и статистики).
- Валовой внутренний продукт на душу населения на 2003 год составляет 3246,97 реалов (данные: Бразильский институт географии и статистики).
- Индекс развития человеческого потенциала на 2000 год составляет 0,759 (данные: Программа развития ООН).